# Modus Novus
Der Projektchor modus novus wurde 1988 von Fritz ter Wey gegründet. Der gemischte Chor erarbeitet hauptsächlich Werke der Chormusik des 20. und 21. Jahrhunderts.
Zu den ersten Projekten zählte die Aufführung des Oratoriums Die Erschöpfung der Welt von Mauricio Kagel in der Kölner Philharmonie. So widmen sich alle bisher eingespielten CDs (mit Kompositionen wie Friede auf Erden von Arnold Schönberg oder der Messe für zwei vierstimmige Chöre von Frank Martin) der Chormusik dieser Zeit.
Aber auch Literatur früherer Epochen gehören zum Repertoire des Chores, wobei ein weiterer Schwerpunkt auf der romantischen Chormusik liegt. Neben zahlreichen Werken von Johannes Brahms, Hugo Wolf und Max Reger erarbeitete modus novus ein Komponistinnen-Programm, das sich durch selten zu hörende Stücke von Lili Boulanger, Fanny Hensel, Clara Schumann und Jacqueline Fontyn auszeichnet.
Modus novus hat mehrfach beim Festival van Vlaanderen in Antwerpen als Oratorien- und Opernchor mitgewirkt. In diesem Rahmen entstand in Zusammenarbeit mit dem Jungen Chor-Aachen und dem Orchester Anima Eterna unter der Gesamtleitung von Jos van Immerseel die CD der Jugendoper Felix Mendelssohn Bartholdys Die Hochzeit des Camacho. Modus novus hat zahlreiche Konzertreisen unternommen, unter anderem 1995 nach Polen und in Länder der GUS.
Im Herbst desselben Jahres folgte der Chor einer Einladung zum Copenhagen Choir Festival. Dort stellte das Ensemble als „choir in residence“ den Atelierchor des Dirigentenmeisterkurses, der von dem estnischen Dirigenten Tõnu Kaljuste geleitet wurde. Durch die gelegentliche Zusammenarbeit mit bedeutenden Gastdirigenten (u. a. aus Großbritannien, Belgien und den USA) erhält der Chor immer wieder neue Impulse.
Die erfolgreiche Teilnahme an großen Wettbewerben begann 1992 mit dem Sieg in der Kategorie gemischter Chöre beim internationalen Chorwettbewerb in Tours. 1994 ging modus novus aus dem 4. Deutschen Chorwettbewerb in Fulda als Sieger in der Sonderkategorie gemischter Chöre hervor. Als Titelträger gab der Chor auf Einladung des Deutschen Musikrates beim 5. Deutschen Chorwettbewerb 1998 in Regensburg ein Sonderkonzert, in dessen Zentrum Figure Humaine von Francis Poulenc stand. In dem wegen des hohen Leistungsniveaus der teilnehmenden Chöre bekannten Wettbewerb in Marktoberdorf erhielt modus novus im Mai 1997 den zweiten Preis, wobei dem Ensemble außerdem der Sonderpreis für das anspruchsvollste Programm zuerkannt wurde. Beim weltweit besetzten Chorwettbewerb in Tolosa errang das Ensemble im Jahr 2000 den dritten Preis und wurde damit bester teilnehmender europäischer Chor.
Seit 2022 singt der Chor unter der künstlerischen Leitung von Kerry Jago.